# K. J. Wright
Pour les articles homonymes, voir Wright.
(en) Statistiques sur pro-football-reference
Kenneth Bernard Wright, Jr., dit K. J. Wright, né le 23 juillet 1989 à Memphis, est un joueur américain de football américain.
Depuis 2021, ce linebacker joue pour les Raiders de Las Vegas en National Football League (NFL) après avoir évolué pour les Seahawks de Seattle (2011-2020).